# Deckungskarte
Die Deckungskarte (früher Doppelkarte, exakt: Versicherungsbestätigungskarte) war in Deutschland ein Nachweis der bestehenden Kfz-Haftpflichtversicherung bei An- und Ummeldungen von zulassungspflichtigen Kraftfahrzeugen bzw. Anhängern.

## Vor 2003 Deckungskarte
Bis zum 31. Dezember 2002 hieß die Versicherungsbestätigungskarte auch Doppelkarte, weil der Versicherer bzw. die Versicherungsgesellschaft eine Durchschrift an die entsprechende Zulassungsstelle weitergeleitet hat. Seit dem 1. Januar 2003 erfolgt die Datenübermittlung nur noch auf elektronischem Wege (Elektronische Versicherungsbestätigung; eVB). Deshalb entfällt das ‚Doppel‘.
Seitens der Versicherung wird die Bereitschaft bekundet, einen Versicherungsvertrag abzuschließen. Der Versicherungsnehmer hat damit ab dem Tag der Zulassung im Rahmen der vorläufigen Deckung Haftpflichtversicherungsschutz (bei allen anderen Versicherungen beginnt der Versicherungsschutz erst nach Bezahlung der ersten Prämie).
Die Deckungskarte war zu folgenden Anlässen erforderlich:
- Neuzulassung eines Fahrzeugs
- Fahrzeugwechsel
- Versichererwechsel
- Umschreibung des Fahrzeugs auf einen anderen Halter
- Wiederzulassung eines stillgelegten Fahrzeugs
- Zuteilung eines neuen Kennzeichens bei einem Wohnortwechsel

## Seit 2008 Elektronische Versicherungsbestätigung
Seit dem 1. März 2008 wird das Versicherungsbestätigungs-Verfahren elektronisch mit einer vom Versicherer mitgeteilten Versicherungsbestätigungsnummer (kurz „VB-Nummer“) durchgeführt. Die Umstellung wurde damit begründet, dass der Datenaustausch zwischen Kraftfahrtbundesamt, Kfz-Zulassungsstellen sowie den Versicherern elektronisch und somit schneller ablaufen soll. Ebenso sollen öffentliche Behörden dadurch entlastet werden.